# Murgași
Murgași est une commune roumaine située dans le județ de Dolj.